# 산양초등학교 (강원)
산양초등학교는 대한민국 강원특별자치도 화천군에 있는 공립 초등학교이다.

## 학교 연혁
- 1924. 04. 15 산양심상소학교 개교
- 1959. 04. 15 노동초교 산양분교 인가
- 1963. 11. 22 산양국민학교로 승격
- 1985. 09. 01 산양초등학교 병설유치원 개원
- 1996. 03. 01 산양초등학교로 개칭
- 2012. 02. 10 제63회 졸업식 거행(총 졸업생 1,537명)
- 2013. 09. 02 제19대 교장 허연구 부임

## 참고 자료
- 산양초등학교 - 한국교육학술정보원 학교알리미